# Char Rajibpur Upazila
Char Rajibpur Upazila är ett underdistrikt i Bangladesh. Det ligger i den norra delen av landet, 200 km norr om huvudstaden Dhaka.
Trakten runt Char Rajibpur Upazila består i huvudsak av gräsmarker. Runt Char Rajibpur Upazila är det mycket tätbefolkat, med 1 018 invånare per kvadratkilometer.